# Marcel Doret
Louis Marcel Germain Doret, meglio conosciuto semplicemente come Marcel Doret (Parigi, 3 maggio 1896 – Vernet, 31 agosto 1955), è stato un aviatore e pilota acrobatico francese.

## Biografia
Louis Marcel Germain Doret nasce a Parigi (18e arrondisment) il 3 maggio 1896, e trascorre la sua adolescenza a Versailles, dove diviene apprendista meccanico. Lavorando vicino all'aeroporto di Issy-les-Moulineaux si appassiona all'aviazione. Allo scoppio della prima guerra mondiale ha appena compiuto diciotto anni e decide di arruolarsi subito nell'Armée de terre (l'esercito francese) e destinato all'artiglieria. In questa specialità, dove rimane per trentasei mesi, combatte nella battaglia di Verdun. Rimane ferito e viene decorato della Médaille militaire. Una volta guarito fa domanda di trasferimento nell'Aéronautique Militaire, la componente aerea dell'Armée de terre, raggiungendo Digione e poi Chartres. Alla scuola di volo Doret dà subito prova di un grande talento e dopo un'ora e quaranta minuti di volo a doppio comando viene lasciato volare da solo. Ottiene il brevetto di pilota militare nel 1918, all'età di ventidue anni. Dopo aver completato l'addestramento viene inviato al campo d'aviazione di Avord quindi trasferito alla scuola caccia ed acrobazia di Pau.
Alla fine della guerra viene congedato e grazie alla sua esperienza come meccanico automobilistico viene assunto in qualità di operaio alla fabbrica Renault. Recatosi ad effettuare una dimostrazione automobilistica in Gran Bretagna viene raggiunto da un telegramma inviatogli da un suo amico che lo informa che una società di costruzioni aeronautiche sta cercando un pilota collaudatore. Il 1º giugno 1923 Doret viene assunto come collaudatore dall'ingegner Émile Dewoitine, ed entra alla Société Aéronautique Française - Avions Dewoitine, indicata anche come SAF (Avions Dewoitine), di Tolosa. Diventa velocemente capo pilota collaudatore della ditta. Il primo aereo da lui collaudato è il prototipo del caccia Dewoitine D.1 C1, sviluppato da Georges Barbot. Su questo velivolo, nel dicembre 1924, stabilisce il record velocità sui 1 000 km volando a una media di 223 km/h. L'attività di Doret non si limita solo ai collaudi ma effettua numerose presentazioni all'estero. A Zurigo, durante la presentazione del nuovo caccia Dewoitine D.19 effettuò, contrariamente al solito atterraggio corto con cui chiudeva le sue prestazioni, un atterraggio normale causa del peso aggiuntivo di 70 kg del meccanico Simon, seduto nella fusoliera dietro al baricentro del velivolo, dimostrando così la grande stabilità dello stesso.
Nel 1927 la SAF (Avions Dewoitine) conosce gravi difficoltà economiche. Numerose case costruttrici cercano di assumerlo ma Doret, per lealtà verso Dewoitine, rifiuta tutte le proposte che gli vengono fatte. A partire da questo momento egli vive esclusivamente di acrobazia aerea. Acquista un velivolo D.1 ter sul quale monta una cinepresa che gli permette di girare numerose sequenze d'acrobazia. Queste scene, raccolte e montate dal regista J.C. Bernard, furono assemblate in un film intitolato Roi de l'acrobatie aérienne che rese Doret noto al pubblico e gli valse la sottoscrizione di alcuni contratti di lavoro. Durante l'importante raduno acrobatico che ebbe luogo sull'aeroporto di Dübendorf, nei pressi di Zurigo, il 21 agosto 1927, Doret si classificò al terzo posto dietro al francese Alfred Fronval ed al tedesco Gerhard Fieseler.
In seguito a questa giornata i migliori piloti acrobatici propongono un nuovo tipo di prova aerea, più equa, che permetta al puro talento del pilota di esprimersi liberandosi dalle eventuali manchevolezze tecniche del proprio aereo. L'idea era semplice, la palma di migliore pilota acrobatico andrà a colui che si imporrà anche con la macchina dei suoi avversari (cioè lo scambio degli aerei).
Nell'ottobre seguente incontrò nuovamente Fieseler all'aeroporto di Berlino-Tempelhof, dando luogo ad uno scontro acrobatico di altissimo livello, durato tre manche, da cui uscì vincitore. Marcel Doret venne così consacrato roi dell'air e la sua celebrità raggiunse il suo apogeo. Divenne il grande rivale del suo connazionale Michel Détroyat. Sul campo di Tempelhof il suo nome fu acclamato da più di centomila spettatori, manifesto dell'amicizia franco-tedesca dell'anteguerra. Prosegue la sua carriera acrobatica partecipando ai raduni di Vincennes, Le Bourget, Bruxelles per poi trasferirsi oltreoceano negli Stati Uniti d'America. Qui, dopo aver partecipato alle National Air Races, viene insignito del titolo di campione del mondo di volo acrobatico. In quest'ultima occasione riuscì a far eseguire ad un idrovolante Savoia-Marchetti una serie di looping a 200 metri dal suolo, seguito da alcune virate in verticale.
Il 21 novembre 1930, assistito da Joseph-Marie Le Brix, collaudò il velivolo da trasporto passeggeri Dewoitine D.33 Trait d'union. Con questo prototipo, nel giugno 1931, stabilì il record mondiale di distanza su circuito chiuso senza rifornimento di carburante, arrivando a percorrere 10 732 km. In realtà la distanza veramente percorsa fu di 10 520 km, ma a causa di un errore dei giudici, che si dimenticarono di annotare un passaggio del velivolo, il record assegnatogli fu inferiore. Poco dopo intraprese un raid Parigi-Tokyo senza soste intermedie, assistito dai copiloti Joseph-Marie Le Brix e René Mesmin. Nel luglio 1931 effettua un primo tentativo, che fallisce a causa di un guasto meccanico verificatosi sui monti Urali. Due mesi più tardi un secondo tentativo finisce in tragedia. L'aereo ebbe nuovamente un guasto meccanico e Doret dovette lanciarsi dall'aereo con il paracadute, salvandosi, mentre i suoi due compagni non furono così fortunati e perirono nell'incidente. A partire dal 1932 fu impegnato nei collaudi dei caccia D.500 e D.510.
Questa tragedia del Dewoitine D.33 Trait d'Union lo segnò profondamente e Doret si prese un lungo periodo di riposo dall'aviazione. Ritornò a volare nel luglio 1933, collaudando il prototipo del trasporto passeggeri Dewoitine D.332 con cui, due mesi più tardi, batté ben quattro record di velocità di categoria. Il 26 settembre, con tre uomini d'equipaggio e diversi passeggeri, volò dall'aeroporto di Le Bourget a Londra in 1 ora e 20 minuti, stabilendo il record di velocità su una rotta commerciale. Pur prendendo parte a numerosi meeting aviatori, Doret continuò a collaudare i velivoli sviluppati dall'ingegner Dewoitine.
Nel 1937, assistito da Jérôme Micheletti, tenta per ben due volte di compiere un raid Parigi-Tokio con il quadriposto da turismo Caudron Simoun. La prima volta dovettero fermarsi ad Hanoi, mentre nel secondo tentativo si persero atterrando sulla spiaggia di un'isola a 500 km dalla meta.
Durante la festa dell'aviazione organizzata sul poligono di Vincennes, nei pressi di Parigi, il 25 aprile 1937 il pubblico rimase sensibilmente impressionato dall'esibizione di Marcel Doret. Egli vinse la coppa in palio totalizzando 11 489 punti, contro solamente 6 402 del suo immediato avversario. Dopo alcuni malevoli articoli di stampa, e per mantenersi vicino al suo pubblico, alla fine del 1937 diventa pilota di aliante, partecipando con successo ai campionati di categoria.
Il 2 ottobre 1938 collaudò il prototipo del Dewoitine D.520, il più moderno caccia francese dell'epoca.
Dopo la caduta della Francia, nel giugno 1940, Doret si trasferisce in Gran Bretagna dove entra a far parte di uno dei reparti stranieri che militavano nella Royal Air Force partecipando alla Battaglia d'Inghilterra. Al suo ritorno in patria entra nella resistenza venendo anche arrestato ed imprigionato dai tedeschi. Riuscì ad evadere, e nel 1944 Marcel Doret assunse il comando del 1er Groupe de Chasse FFI (designato anche Groupe Doret) della Forces aériennes françaises libres, composto da due squadriglie comandate da Léopold Galy e Cliquet. Il gruppo aveva in dotazione vecchi caccia Dewoitine D.520 ripresi alle truppe di occupazione. Gli aerei parteciparono alla liberazione del sud-ovest della Francia, eseguendo missioni contro le truppe tedesche della Wehrmacht nella regione dei Bordeaux e nella sacca di Royan. Nel 1945 il Groupe Doret venne trasformato nel GC II/18 Saintonge. Nel 1948 prese parte alle National Air Races di Cleveland con un aliante DFS Habicht. Fece la sua ultima apparizione nel corso del meeting aereo di Reims, nel giugno 1955.
Gravemente ammalato di cancro, Marcel Doret si spense nella sua casa di Vernet, vicino a Tolosa, il 31 agosto 1955. La salma fu sepolta nel cimitero dell'avenue Pierre Grenier, a Boulogne-Billancourt, città di residenza della moglie.
Durante la sua carriera Marcel Doret totalizzò oltre 6 000 ore di volo collaudando, fino al 1939, ben quarantatré prototipi, tra cui apparecchi anche molto differenti tra di loro, e ciò gli diede una quasi totale padronanza dell'arte del pilotaggio.

## Onorificenze
(lista parziale)
Commendatore